# Tour de la República Checa 2019
La 10.ª edición del Tour de la República Checa (oficialmente: Czech Cycling Tour) fue una carrera de ciclismo en ruta por etapas que se celebró entre el 15 y el 18 de agosto de 2019 con inicio en la ciudad de Ostrava y final en la ciudad de Šternberk en República Checa. El recorrido constó de un total de 4 etapas sobre una distancia total de 555,9 km.
La carrera hizo parte del circuito UCI Europe Tour 2019 dentro de la categoría 2.1 y fue ganada por el ciclista sudafricano Daryl Impey del equipo Mitchelton-Scott. El podio lo completaron el ciclista australiano Lucas Hamilton también del Mitchelton-Scott y el ciclista checo Michael Kukrle del Elkov-Author.

## Equipos participantes
Tomaron la partida un total de 20 equipos, de los cuales 2 fueron equipos de categoría UCI WorldTeam, 3 Profesional Continental, 14 Continental y la selección nacional de Japón, quienes conformaron un pelotón de 132 ciclistas de los cuales terminaron 90. Los equipos participantes fueron:
| WorldTeams (2)- Mitchelton-Scott - Bora-hansgrohe Equipos continentales profesionales (3)- Nippo Vini Fantini Faizanè - Neri Sottoli-Selle Italia-KTM - Gazprom-RusVelo Equipos continentales (14)- Elkov-Author - Felbermayr Simplon Wels - Uno-X Norwegian Development - Adria Mobil - SEG Racing Academy - Leopard - Metec-TKH Continental Cyclingteam p/b Mantel - Team Vorarlberg-Santic - Monkey Town-à Bloc CT - Ljubljana Gusto Santic - Wibatech Merx - Pannon - Voster ATS Team - CCC Development Team Equipo nacional- Japón |
| |

## Etapas
| Etapa     | Fecha     | Recorrido               | type                     | Distancia (km) | Ganador          | Líder          |
| --------- | --------- | ----------------------- | ------------------------ | -------------- | ---------------- | -------------- |
| 1.ª etapa | 15 de ago | Ostrava – Ostrava       | contrarreloj por equipos | 16             | Mitchelton-Scott | Luke Durbridge |
| 2.ª etapa | 16 de ago | Olomouc – Frýdek-Místek | etapa de media montaña   | 186,6          | Shane Archbold   | Daryl Impey    |
| 3.ª etapa | 17 de ago | Olomouc – Uničov        | etapa de media montaña   | 175,3          | Alberto Dainese  | Daryl Impey    |
| 4.ª etapa | 18 de ago | Mohelnice – Šternberk   | etapa de media montaña   | 178            | Lucas Hamilton   | Daryl Impey    |

## Desarrollo de la carrera

### 1.ª etapa
| Ostrava - Ostrava | contrarreloj por equipos | (16 km) |

| \| Clasificación de la etapa \| Clasificación de la etapa \| Clasificación de la etapa \| Clasificación de la etapa \| Clasificación de la etapa \| Clasificación de la etapa \| \| Equipo \| Equipo \| Tiempo \| Diferencia \| Promedio \| \| \| ------------------------- \| -------------------------------------------- \| ------------------------- \| ------------------------- \| ------------------------- \| ------------------------- \| \| 1.º \| Mitchelton-Scott \| 18 min 35 s \| 0 s \| 51.659 km/h \| \| \| 2.º \| Elkov-Author \| 18 min 51 s \| + 16 s \| 50.928 km/h \| \| \| 3.º \| Bora-hansgrohe \| 18 min 56 s \| + 21 s \| 50.704 km/h \| \| \| 4.º \| CCC Development Team \| 19 min 22 s \| + 47 s \| 49.570 km/h \| \| \| 5.º \| Team Vorarlberg-Santic \| 19 min 26 s \| + 51 s \| 49.400 km/h \| \| \| 6.º \| Metec-TKH Continental Cyclingteam p/b Mantel \| 19 min 29 s \| + 54 s \| 49.273 km/h \| \| \| 7.º \| Gazprom-RusVelo \| 19 min 33 s \| + 58 s \| 49.105 km/h \| \| \| 8.º \| Leopard \| 19 min 36 s \| + 1 min 01 s \| 48.980 km/h \| \| \| 9.º \| Neri Sottoli-Selle Italia-KTM \| 19 min 42 s \| + 1 min 07 s \| 48.731 km/h \| \| \| 10.º \| Ljubljana Gusto Santic \| 19 min 44 s \| + 1 min 09 s \| 48.649 km/h \| \| |                                              |             |              |             |
| |                                              |             |              |             |
| Fuente: ProCyclingStats |                                              |             |              |             |
| Clasificación de la etapa |                                              |             |              |             |
| Equipo | Equipo                                       | Tiempo      | Diferencia   | Promedio    |
| 1.º | Mitchelton-Scott                             | 18 min 35 s | 0 s          | 51.659 km/h |
| 2.º | Elkov-Author                                 | 18 min 51 s | + 16 s       | 50.928 km/h |
| 3.º | Bora-hansgrohe                               | 18 min 56 s | + 21 s       | 50.704 km/h |
| 4.º | CCC Development Team                         | 19 min 22 s | + 47 s       | 49.570 km/h |
| 5.º | Team Vorarlberg-Santic                       | 19 min 26 s | + 51 s       | 49.400 km/h |
| 6.º | Metec-TKH Continental Cyclingteam p/b Mantel | 19 min 29 s | + 54 s       | 49.273 km/h |
| 7.º | Gazprom-RusVelo                              | 19 min 33 s | + 58 s       | 49.105 km/h |
| 8.º | Leopard                                      | 19 min 36 s | + 1 min 01 s | 48.980 km/h |
| 9.º | Neri Sottoli-Selle Italia-KTM                | 19 min 42 s | + 1 min 07 s | 48.731 km/h |
| 10.º | Ljubljana Gusto Santic                       | 19 min 44 s | + 1 min 09 s | 48.649 km/h |

| \| Clasificación general \| Clasificación general \| Clasificación general \| Clasificación general \| Clasificación general \| \| Ciclista \| Ciclista \| Equipo \| Tiempo \| \| \| --------------------- \| ----------------------- \| --------------------- \| --------------------- \| --------------------- \| \| 1.º \| Luke Durbridge \| Mitchelton-Scott \| 18 h 35 min 00 s \| \| \| 2.º \| Christopher Juul-Jensen \| Mitchelton-Scott \| + 0 s \| \| \| 3.º \| Daryl Impey \| Mitchelton-Scott \| + 0 s \| \| \| 4.º \| Lucas Hamilton \| Mitchelton-Scott \| + 0 s \| \| \| 5.º \| Jack Haig \| Mitchelton-Scott \| + 0 s \| \| \| 6.º \| Brent Bookwalter \| Mitchelton-Scott \| + 9 s \| \| \| 7.º \| Karel Hník \| Elkov-Author \| + 16 s \| \| \| 8.º \| Michael Kukrle \| Elkov-Author \| + 16 s \| \| \| 9.º \| Jan Bárta \| Elkov-Author \| + 16 s \| \| \| 10.º \| Jakub Otruba \| Elkov-Author \| + 16 s \| \| |                         |                  |                  |
| |                         |                  |                  |
| Fuente: ProCyclingStats |                         |                  |                  |
| Clasificación general |                         |                  |                  |
| Ciclista | Ciclista                | Equipo           | Tiempo           |
| 1.º | Luke Durbridge          | Mitchelton-Scott | 18 h 35 min 00 s |
| 2.º | Christopher Juul-Jensen | Mitchelton-Scott | + 0 s            |
| 3.º | Daryl Impey             | Mitchelton-Scott | + 0 s            |
| 4.º | Lucas Hamilton          | Mitchelton-Scott | + 0 s            |
| 5.º | Jack Haig               | Mitchelton-Scott | + 0 s            |
| 6.º | Brent Bookwalter        | Mitchelton-Scott | + 9 s            |
| 7.º | Karel Hník              | Elkov-Author     | + 16 s           |
| 8.º | Michael Kukrle          | Elkov-Author     | + 16 s           |
| 9.º | Jan Bárta               | Elkov-Author     | + 16 s           |
| 10.º | Jakub Otruba            | Elkov-Author     | + 16 s           |

### 2.ª etapa
| Olomouc - Frýdek-Místek | etapa de media montaña | (186,6 km) |

| \| Clasificación de la etapa \| Clasificación de la etapa \| Clasificación de la etapa \| Clasificación de la etapa \| Clasificación de la etapa \| \| Ciclista \| Ciclista \| Equipo \| Tiempo \| \| \| ------------------------- \| ------------------------- \| --------------------------- \| ------------------------- \| ------------------------- \| \| 1.º \| Shane Archbold \| Bora-Hansgrohe \| 4 h 29 min 50 s \| \| \| 2.º \| Daryl Impey \| Mitchelton-Scott \| + 0 s \| \| \| 3.º \| Erik Baška \| Bora-Hansgrohe \| + 0 s \| \| \| 4.º \| Marijn van den Berg \| Metec-TKH-Mantel \| + 0 s \| \| \| 5.º \| Anders Skaarseth \| Uno-X Norwegian Development \| + 0 s \| \| \| 6.º \| Jannik Steimle \| Deceuninck-Quick Step \| + 0 s \| \| \| 7.º \| Maciej Paterski \| Wibatech Merx \| + 0 s \| \| \| 8.º \| Felix Großschartner \| Bora-Hansgrohe \| + 0 s \| \| \| 9.º \| Andi Bajc \| Felbermayr Simplon Wels \| + 0 s \| \| \| 10.º \| Lucas Hamilton \| Mitchelton-Scott \| + 0 s \| \| |                     |                             |                 |
| |                     |                             |                 |
| Fuente: ProCyclingStats |                     |                             |                 |
| Clasificación de la etapa |                     |                             |                 |
| Ciclista | Ciclista            | Equipo                      | Tiempo          |
| 1.º | Shane Archbold      | Bora-Hansgrohe              | 4 h 29 min 50 s |
| 2.º | Daryl Impey         | Mitchelton-Scott            | + 0 s           |
| 3.º | Erik Baška          | Bora-Hansgrohe              | + 0 s           |
| 4.º | Marijn van den Berg | Metec-TKH-Mantel            | + 0 s           |
| 5.º | Anders Skaarseth    | Uno-X Norwegian Development | + 0 s           |
| 6.º | Jannik Steimle      | Deceuninck-Quick Step       | + 0 s           |
| 7.º | Maciej Paterski     | Wibatech Merx               | + 0 s           |
| 8.º | Felix Großschartner | Bora-Hansgrohe              | + 0 s           |
| 9.º | Andi Bajc           | Felbermayr Simplon Wels     | + 0 s           |
| 10.º | Lucas Hamilton      | Mitchelton-Scott            | + 0 s           |

| \| Clasificación general \| Clasificación general \| Clasificación general \| Clasificación general \| Clasificación general \| \| Ciclista \| Ciclista \| Equipo \| Tiempo \| \| \| --------------------- \| ----------------------- \| --------------------- \| --------------------- \| --------------------- \| \| 1.º \| Daryl Impey \| Mitchelton-Scott \| 4 h 48 min 18 s \| \| \| 2.º \| Lucas Hamilton \| Mitchelton-Scott \| + 7 s \| \| \| 3.º \| Luke Durbridge \| Mitchelton-Scott \| + 7 s \| \| \| 4.º \| Christopher Juul-Jensen \| Mitchelton-Scott \| + 7 s \| \| \| 5.º \| Jack Haig \| Mitchelton-Scott \| + 7 s \| \| \| 6.º \| Brent Bookwalter \| Mitchelton-Scott \| + 16 s \| \| \| 7.º \| Dominik Neumann \| Elkov-Author \| + 23 s \| \| \| 8.º \| Jan Bárta \| Elkov-Author \| + 23 s \| \| \| 9.º \| Jakub Otruba \| Elkov-Author \| + 23 s \| \| \| 10.º \| Michael Kukrle \| Elkov-Author \| + 23 s \| \| |                         |                  |                 |
| |                         |                  |                 |
| Fuente: ProCyclingStats |                         |                  |                 |
| Clasificación general |                         |                  |                 |
| Ciclista | Ciclista                | Equipo           | Tiempo          |
| 1.º | Daryl Impey             | Mitchelton-Scott | 4 h 48 min 18 s |
| 2.º | Lucas Hamilton          | Mitchelton-Scott | + 7 s           |
| 3.º | Luke Durbridge          | Mitchelton-Scott | + 7 s           |
| 4.º | Christopher Juul-Jensen | Mitchelton-Scott | + 7 s           |
| 5.º | Jack Haig               | Mitchelton-Scott | + 7 s           |
| 6.º | Brent Bookwalter        | Mitchelton-Scott | + 16 s          |
| 7.º | Dominik Neumann         | Elkov-Author     | + 23 s          |
| 8.º | Jan Bárta               | Elkov-Author     | + 23 s          |
| 9.º | Jakub Otruba            | Elkov-Author     | + 23 s          |
| 10.º | Michael Kukrle          | Elkov-Author     | + 23 s          |

### 3.ª etapa
| Olomouc - Uničov | etapa de media montaña | (175,3 km) |

| \| Clasificación de la etapa \| Clasificación de la etapa \| Clasificación de la etapa \| Clasificación de la etapa \| Clasificación de la etapa \| \| Ciclista \| Ciclista \| Equipo \| Tiempo \| \| \| ------------------------- \| ------------------------- \| ----------------------------- \| ------------------------- \| ------------------------- \| \| 1.º \| Alberto Dainese \| SEG Racing Academy \| 4 h 01 min 02 s \| \| \| 2.º \| Dušan Rajović \| Adria Mobil \| + 0 s \| \| \| 3.º \| Stanisław Aniołkowski \| CCC Development \| + 0 s \| \| \| 4.º \| Shane Archbold \| Bora-Hansgrohe \| + 0 s \| \| \| 5.º \| Jason van Dalen \| Metec-TKH-Mantel \| + 0 s \| \| \| 6.º \| Erik Baška \| Bora-Hansgrohe \| + 0 s \| \| \| 7.º \| Luca Pacioni \| Neri Sottoli-Selle Italia-KTM \| + 0 s \| \| \| 8.º \| Marijn van den Berg \| Metec-TKH-Mantel \| + 0 s \| \| \| 9.º \| Dominik Neumann \| Elkov-Author \| + 0 s \| \| \| 10.º \| Jannik Steimle \| Deceuninck-Quick Step \| + 0 s \| \| |                       |                               |                 |
| |                       |                               |                 |
| Fuente: ProCyclingStats |                       |                               |                 |
| Clasificación de la etapa |                       |                               |                 |
| Ciclista | Ciclista              | Equipo                        | Tiempo          |
| 1.º | Alberto Dainese       | SEG Racing Academy            | 4 h 01 min 02 s |
| 2.º | Dušan Rajović         | Adria Mobil                   | + 0 s           |
| 3.º | Stanisław Aniołkowski | CCC Development               | + 0 s           |
| 4.º | Shane Archbold        | Bora-Hansgrohe                | + 0 s           |
| 5.º | Jason van Dalen       | Metec-TKH-Mantel              | + 0 s           |
| 6.º | Erik Baška            | Bora-Hansgrohe                | + 0 s           |
| 7.º | Luca Pacioni          | Neri Sottoli-Selle Italia-KTM | + 0 s           |
| 8.º | Marijn van den Berg   | Metec-TKH-Mantel              | + 0 s           |
| 9.º | Dominik Neumann       | Elkov-Author                  | + 0 s           |
| 10.º | Jannik Steimle        | Deceuninck-Quick Step         | + 0 s           |

| \| Clasificación general \| Clasificación general \| Clasificación general \| Clasificación general \| Clasificación general \| \| Ciclista \| Ciclista \| Equipo \| Tiempo \| \| \| --------------------- \| ----------------------- \| --------------------- \| --------------------- \| --------------------- \| \| 1.º \| Daryl Impey \| Mitchelton-Scott \| 8 h 49 min 12 s \| \| \| 2.º \| Lucas Hamilton \| Mitchelton-Scott \| + 13 s \| \| \| 3.º \| Christopher Juul-Jensen \| Mitchelton-Scott \| + 15 s \| \| \| 4.º \| Jack Haig \| Mitchelton-Scott \| + 15 s \| \| \| 5.º \| Luke Durbridge \| Mitchelton-Scott \| + 15 s \| \| \| 6.º \| Brent Bookwalter \| Mitchelton-Scott \| + 24 s \| \| \| 7.º \| Jan Bárta \| Elkov-Author \| + 29 s \| \| \| 8.º \| Dominik Neumann \| Elkov-Author \| + 31 s \| \| \| 9.º \| Michael Kukrle \| Elkov-Author \| + 31 s \| \| \| 10.º \| Jakub Otruba \| Elkov-Author \| + 31 s \| \| |                         |                  |                 |
| |                         |                  |                 |
| Fuente: ProCyclingStats |                         |                  |                 |
| Clasificación general |                         |                  |                 |
| Ciclista | Ciclista                | Equipo           | Tiempo          |
| 1.º | Daryl Impey             | Mitchelton-Scott | 8 h 49 min 12 s |
| 2.º | Lucas Hamilton          | Mitchelton-Scott | + 13 s          |
| 3.º | Christopher Juul-Jensen | Mitchelton-Scott | + 15 s          |
| 4.º | Jack Haig               | Mitchelton-Scott | + 15 s          |
| 5.º | Luke Durbridge          | Mitchelton-Scott | + 15 s          |
| 6.º | Brent Bookwalter        | Mitchelton-Scott | + 24 s          |
| 7.º | Jan Bárta               | Elkov-Author     | + 29 s          |
| 8.º | Dominik Neumann         | Elkov-Author     | + 31 s          |
| 9.º | Michael Kukrle          | Elkov-Author     | + 31 s          |
| 10.º | Jakub Otruba            | Elkov-Author     | + 31 s          |

### 4.ª etapa
| Mohelnice - Šternberk | etapa de media montaña | (178 km) |

| \| Clasificación de la etapa \| Clasificación de la etapa \| Clasificación de la etapa \| Clasificación de la etapa \| Clasificación de la etapa \| \| Ciclista \| Ciclista \| Equipo \| Tiempo \| \| \| ------------------------- \| ------------------------- \| ----------------------------- \| ------------------------- \| ------------------------- \| \| 1.º \| Lucas Hamilton \| Mitchelton-Scott \| 4 h 33 min 53 s \| \| \| 2.º \| Daryl Impey \| Mitchelton-Scott \| + 0 s \| \| \| 3.º \| Michael Kukrle \| Elkov-Author \| + 0 s \| \| \| 4.º \| Felix Großschartner \| Bora-Hansgrohe \| + 1 s \| \| \| 5.º \| Jan Bárta \| Elkov-Author \| + 44 s \| \| \| 6.º \| Colin Stüssi \| Team Vorarlberg-Santic \| + 44 s \| \| \| 7.º \| Giovanni Visconti \| Neri Sottoli-Selle Italia-KTM \| + 44 s \| \| \| 8.º \| Marijn van den Berg \| Metec-TKH-Mantel \| + 44 s \| \| \| 9.º \| Jack Haig \| Mitchelton-Scott \| + 44 s \| \| \| 10.º \| Ildar Arslanov \| Gazprom-RusVelo \| + 44 s \| \| |                     |                               |                 |
| |                     |                               |                 |
| Fuente: ProCyclingStats |                     |                               |                 |
| Clasificación de la etapa |                     |                               |                 |
| Ciclista | Ciclista            | Equipo                        | Tiempo          |
| 1.º | Lucas Hamilton      | Mitchelton-Scott              | 4 h 33 min 53 s |
| 2.º | Daryl Impey         | Mitchelton-Scott              | + 0 s           |
| 3.º | Michael Kukrle      | Elkov-Author                  | + 0 s           |
| 4.º | Felix Großschartner | Bora-Hansgrohe                | + 1 s           |
| 5.º | Jan Bárta           | Elkov-Author                  | + 44 s          |
| 6.º | Colin Stüssi        | Team Vorarlberg-Santic        | + 44 s          |
| 7.º | Giovanni Visconti   | Neri Sottoli-Selle Italia-KTM | + 44 s          |
| 8.º | Marijn van den Berg | Metec-TKH-Mantel              | + 44 s          |
| 9.º | Jack Haig           | Mitchelton-Scott              | + 44 s          |
| 10.º | Ildar Arslanov      | Gazprom-RusVelo               | + 44 s          |

## Clasificaciones finales
Las clasificaciones finalizaron de la siguiente forma:

### Clasificación general
| \| Clasificación general \| Clasificación general \| Clasificación general \| Clasificación general \| Clasificación general \| \| Ciclista \| Ciclista \| Equipo \| Tiempo \| \| \| --------------------- \| --------------------- \| --------------------- \| --------------------- \| --------------------- \| \| 1.º \| Daryl Impey \| Mitchelton-Scott \| 13 h 22 min 59 s \| \| \| 2.º \| Lucas Hamilton \| Mitchelton-Scott \| + 9 s \| \| \| 3.º \| Michael Kukrle \| Elkov-Author \| + 33 s \| \| \| 4.º \| Felix Großschartner \| Bora-Hansgrohe \| + 43 s \| \| \| 5.º \| Jack Haig \| Mitchelton-Scott \| + 1 min 05 s \| \| \| 6.º \| Jan Bárta \| Elkov-Author \| + 1 min 19 s \| \| \| 7.º \| Jakub Otruba \| Elkov-Author \| + 1 min 21 s \| \| \| 8.º \| Karel Hník \| Elkov-Author \| + 1 min 47 s \| \| \| 9.º \| Piotr Brożyna \| CCC Development \| + 1 min 52 s \| \| \| 10.º \| Marijn van den Berg \| Metec-TKH-Mantel \| + 1 min 56 s \| \| |                     |                  |                  |
| |                     |                  |                  |
| Fuente: ProCyclingStats |                     |                  |                  |
| Clasificación general |                     |                  |                  |
| Ciclista | Ciclista            | Equipo           | Tiempo           |
| 1.º | Daryl Impey         | Mitchelton-Scott | 13 h 22 min 59 s |
| 2.º | Lucas Hamilton      | Mitchelton-Scott | + 9 s            |
| 3.º | Michael Kukrle      | Elkov-Author     | + 33 s           |
| 4.º | Felix Großschartner | Bora-Hansgrohe   | + 43 s           |
| 5.º | Jack Haig           | Mitchelton-Scott | + 1 min 05 s     |
| 6.º | Jan Bárta           | Elkov-Author     | + 1 min 19 s     |
| 7.º | Jakub Otruba        | Elkov-Author     | + 1 min 21 s     |
| 8.º | Karel Hník          | Elkov-Author     | + 1 min 47 s     |
| 9.º | Piotr Brożyna       | CCC Development  | + 1 min 52 s     |
| 10.º | Marijn van den Berg | Metec-TKH-Mantel | + 1 min 56 s     |

### Clasificación por puntos
| Clasificación por puntos | Clasificación por puntos | Clasificación por puntos | Clasificación por puntos | Clasificación por puntos |
| Ciclista                 | Ciclista                 | Equipo                   | Puntos                   |                          |
| ------------------------ | ------------------------ | ------------------------ | ------------------------ | ------------------------ |
| 1.º                      | Daryl Impey              | Mitchelton-Scott         | 54 pts                   |                          |
| 2.º                      | Shane Archbold           | Bora-Hansgrohe           | 45 pts                   |                          |
| 3.º                      | Marijn van den Berg      | Metec-TKH-Mantel         | 35 pts                   |                          |
| 4.º                      | Lucas Hamilton           | Mitchelton-Scott         | 33 pts                   |                          |
| 5.º                      | Jannik Steimle           | Deceuninck-Quick Step    | 26 pts                   |                          |
| 6.º                      | Alberto Dainese          | SEG Racing Academy       | 25 pts                   |                          |
| 7.º                      | Felix Großschartner      | Bora-Hansgrohe           | 22 pts                   |                          |
| 8.º                      | Dušan Rajović            | Adria Mobil              | 20 pts                   |                          |
| 9.º                      | Michael Kukrle           | Elkov-Author             | 16 pts                   |                          |
| 10.º                     | Jan Bárta                | Elkov-Author             | 15 pts                   |                          |

### Clasificación de la montaña
| Clasificación de la montaña | Clasificación de la montaña | Clasificación de la montaña | Clasificación de la montaña | Clasificación de la montaña |
| Ciclista                    | Ciclista                    | Equipo                      | Puntos                      |                             |
| --------------------------- | --------------------------- | --------------------------- | --------------------------- | --------------------------- |
| 1.º                         | José Manuel Díaz Gallego    | Team Vorarlberg-Santic      | 24 pts                      |                             |
| 2.º                         | Maciej Paterski             | Wibatech Merx               | 23 pts                      |                             |
| 3.º                         | Ziga Groselj                | Adria Mobil                 | 20 pts                      |                             |
| 4.º                         | Szymon Tracz                | CCC Development             | 19 pts                      |                             |
| 5.º                         | Anatoliy Budyak             | Wibatech Merx               | 18 pts                      |                             |
| 6.º                         | Ådne Holter                 | DARE Bikes Development      | 15 pts                      |                             |
| 7.º                         | Jack Haig                   | Mitchelton-Scott            | 14 pts                      |                             |
| 8.º                         | Paweł Cieślik               | Wibatech Merx               | 14 pts                      |                             |
| 9.º                         | Patryk Stosz                | CCC Development             | 12 pts                      |                             |
| 10.º                        | Andreas Schillinger         | Bora-Hansgrohe              | 10 pts                      |                             |

### Clasificación de los jóvenes
| Clasificación del mejor joven | Clasificación del mejor joven | Clasificación del mejor joven | Clasificación del mejor joven | Clasificación del mejor joven |
| Ciclista                      | Ciclista                      | Equipo                        | Tiempo                        |                               |
| ----------------------------- | ----------------------------- | ----------------------------- | ----------------------------- | ----------------------------- |
| 1.º                           | Jakub Otruba                  | Elkov-Author                  | 13 h 24 min 20 s              |                               |
| 2.º                           | Marijn van den Berg           | Metec-TKH-Mantel              | + 35 s                        |                               |
| 3.º                           | Jens van den Dool             | Metec-TKH-Mantel              | + 1 min 04 s                  |                               |
| 4.º                           | Szymon Tracz                  | CCC Development               | + 5 min 02 s                  |                               |
| 5.º                           | Dylan Bouwmans                | Metec-TKH-Mantel              | + 6 min 31 s                  |                               |
| 6.º                           | Ådne Holter                   | DARE Bikes Development        | + 10 min 54 s                 |                               |
| 7.º                           | Rick Pluimers                 | Monkey Town-À Bloc CT         | + 11 min 08 s                 |                               |
| 8.º                           | Petr Rikunov                  | Gazprom-RusVelo               | + 12 min 15 s                 |                               |
| 9.º                           | Minne Verboom                 | SEG Racing Academy            | + 14 min 06 s                 |                               |
| 10.º                          | Aljaž Prah                    | Ljubljana Gusto Santic        | + 14 min 35 s                 |                               |

### Clasificación por equipos
| Clasificación por equipos | Clasificación por equipos                    | Clasificación por equipos | Clasificación por equipos |
| Equipo                    | Equipo                                       | Tiempo                    |                           |
| ------------------------- | -------------------------------------------- | ------------------------- | ------------------------- |
| 1.º                       | Mitchelton-Scott                             | 39 h 33 min 34 s          |                           |
| 2.º                       | Elkov-Author                                 | + 1 min 00 s              |                           |
| 3.º                       | Team Vorarlberg-Santic                       | + 2 min 45 s              |                           |
| 4.º                       | Metec-TKH Continental Cyclingteam p/b Mantel | + 4 min 27 s              |                           |
| 5.º                       | Bora-hansgrohe                               | + 8 min 02 s              |                           |
| 6.º                       | CCC Development Team                         | + 8 min 28 s              |                           |
| 7.º                       | Neri Sottoli-Selle Italia-KTM                | + 8 min 36 s              |                           |
| 8.º                       | Uno-X Norwegian Development                  | + 9 min 34 s              |                           |
| 9.º                       | Gazprom-RusVelo                              | + 10 min 47 s             |                           |
| 10.º                      | Leopard                                      | + 12 min 09 s             |                           |

## Evolución de las clasificaciones
| Etapa                   | Vencedor                | Clasificación general | Clasificación por puntos | Clasificación de la montaña | Clasificación de los jóvenes | Clasificación por equipos |
| ----------------------- | ----------------------- | --------------------- | ------------------------ | --------------------------- | ---------------------------- | ------------------------- |
| 1.ª                     | Mitchelton-Scott        | Luke Durbridge        | no otorgado              | no otorgado                 | Jakub Otruba                 | Mitchelton-Scott          |
| 2.ª                     | Shane Archbold          | Daryl Impey           | Shane Archbold           | Maciej Paterski             | Jakub Otruba                 | Mitchelton-Scott          |
| 3.ª                     | Alberto Dainese         | Daryl Impey           | Shane Archbold           | Maciej Paterski             | Jakub Otruba                 | Mitchelton-Scott          |
| 4.ª                     | Lucas Hamilton          | Daryl Impey           | Daryl Impey              | José Manuel Díaz            | Jakub Otruba                 | Mitchelton-Scott          |
| Clasificaciones finales | Clasificaciones finales | Daryl Impey           | Daryl Impey              | José Manuel Díaz            | Jakub Otruba                 | Mitchelton-Scott          |

## UCI World Ranking
El Tour de la República Checa otorgó puntos para el UCI World Ranking para corredores de los equipos en las categorías UCI WorldTeam, Profesional Continental y Equipos Continentales. Las siguientes tablas muestran el baremo de puntuación y los 10 corredores que obtuvieron más puntos:
| Posición              | 1.º | 2.º | 3.º | 4.º | 5.º | 6.º | 7.º | 8.º | 9.º | 10.º | 11.º | 12.º | 13.º-15.º | 16.º-25.º |
| Clasificación general | 125 | 85  | 70  | 60  | 50  | 40  | 35  | 30  | 25  | 20   | 15   | 10   | 5         | 3         |
| Por etapa             | 14  | 5   | 3   |     |     |     |     |     |     |      |      |      |           |           |
| Líder                 | 3   |     |     |     |     |     |     |     |     |      |      |      |           |           |

| Clasificación |                     |                       |         |       |       |       |
| Posición      | Ciclista            | Equipo                | General | Etapa | Líder | Total |
| ------------- | ------------------- | --------------------- | ------- | ----- | ----- | ----- |
| 1.º           | Daryl Impey         | Mitchelton-Scott      | 125     | 12    | 6     | 143   |
| 2.º           | Lucas Hamilton      | Mitchelton-Scott      | 85      | 16    | -     | 101   |
| 3.º           | Michael Kukrle      | Elkov-Author          | 70      | 3,71  | -     | 73,71 |
| 4.º           | Felix Großschartner | Bora-Hansgrohe        | 60      | 0,43  | -     | 60,43 |
| 5.º           | Jack Haig           | Mitchelton-Scott      | 50      | 2     | -     | 52    |
| 6.º           | Jan Bárta           | Elkov-Author          | 40      | 0,71  | -     | 40,71 |
| 7.º           | Jakub Otruba        | Elkov-Author          | 35      | 0,71  | -     | 35,71 |
| 8.º           | Karel Hník          | Elkov-Author          | 30      | 0,71  | -     | 30,71 |
| 9.º           | Piotr Brożyna       | CCC Development       | 25      | -     | -     | 25    |
| 10.º          | Marijn van den Berg | Metec-TKH Continental | 20      | -     | -     | 20    |